# QatarEnergy
La QatarEnergy (QE) (nota fino al 2021 come Qatar Petroleum) è un'azienda petrolifera statale del Qatar.
La società gestisce tutte le attività legate al petrolio ed al gas in Qatar, compresa l'esplorazione, la produzione, la raffinazione, il trasporto e lo stoccaggio. Il presidente della QE, Abdullah Bin Hamad Al-Attiyah, è anche il capo del Ministero dell'Energia e dell'Industria e, all'aprile 2007, il vice primo ministro del Qatar. Le operazioni della QE sono quindi direttamente collegate con l'agenzia di pianificazione statale, le autorità di regolamentazione, e gli enti politici. Insieme, i ricavi del petrolio e del gas rappresentano il 60% del PIL nazionale. Attualmente è il terzo produttore di petrolio al mondo per riserve di petrolio e di gas.